# Sophro-analyse
 (septembre 2019).
La sophro-analyse (dite aussi sophrologie analytique ou sophranalyse) est une méthode thérapeutique, fortement emprunté à la psychanalyse, qui fait partie des techniques psycho-corporelle.
Ce n'est pas une psychanalyse et ca ne remplace pas la psychanalyse. La psychanalyse s'attache inconditionnellement au passé, et principalement à l'enfance. La sophro-analyse vient, quant à elle, travailler sur le présent, avec des grilles d'analyses reprises de la psychanalyse. Une autre différence fondamentale qu'offre la sophro-analyse par rapport à la psychanalyse se fonde sur l'importance qu'elle porte au schéma corporel « comme réalité vécue ».
L'enseignement de la sophrologie analytique a été principalement développé au sein du centre de sophrologie de Paris (Première école de sophrologie en France en 1971) par Jean-Pierre Hubert qui en était le directeur, à travers cette école et ensuite au sein de la Faculté Européenne créée en 1992,,.

## Historique
La sophro-analyse trouve ses bases dans la création de la sophrologie au début des années 1960, sous la supervision d'Alfonso Caycedo. La sophrologie réunissait à cette époque exclusivement des professionnels de la santé, comme en témoigne le premier congrès de sophrologie en 1970, qui a rassemblé 1400 spécialistes,. Cette sophrologie s'est développée à partir d'un modèle combinant hypnose, phénoménologie et méthodes de psychologie, notamment la psychanalyse. Pendant 17 ans, ces professionnels de la santé ont approfondi et développé cette thérapie innovante à partir de ces fondements.
En 1976, une scission se produit lorsque Alfonso Caycedo décide d'élargir la sophrologie à un public plus large. Il modifie son enseignement, excluant le traitement des pathologies lourdes et la psychanalyse, affirmant que cette dernière « ferme la porte aux dimensions nouvelles de la conscience ». Caycedo ajoute a cela plusieurs niveaux de conscience, la Société Française de Sophrologie réagie vivement, se distanciant de l'enseignement de Caycedo, elle publie une lettre des plus virulente à son encontre : « La Société Française de Sophrologie ne peut accepter que la sophrologie est pour but l'acquisition d'une conscience nouvelle, sans savoir ce qu'elle sera ni vers quoi nous serions menés. » Jean-Pierre Hubert se joint au mouvement : « Je me trouve propulsée dans un monde qui exerce une thérapie sauvage en dehors de la légalité ».
En 1977 à la suite de ces désaccords méthodologiques et relationnels avec Alfonso Caycedo, Jean-Pierre Hubert et Raymond Abrezol créent en Suisse le Collège International de sophrologie médicale. Cette initiative leur permet dans un premier temps de se démarquer de Caycedo. Le principe d'une sophrologie analytique restait tout de même admise par Alfonso Caycedo
En 1982, le terme de sophrologie analytique est annoncé publiquement pour la première fois en 1982 lors du Congrès Mondial de Sophrologie de Bogota par Jean-Pierre Hubert,,. Si Alfonso Caycedo a mis à l'écart la psychanalyse pour fonder la sophrologie, la sophrologie analytique s'inscrit d'abord dans la synthèse de ces deux approches.  Jean-Pierre Hubert commence a mettre en place les données de base de la sophrologie analytique en s'appuyant sur les recherches de Sigmund Freud, Carl Jung et Milton Erickson »,. Richard Esposito ajoute: « Sous l’influence de la psychanalyse, la notion d’alliance au sens caycédien est devenue réductrice : le vrai travail s’effectue du côté transfert et du contre-transfert ».
En 1985, vient la séparation définitive, les sophrologues présent lors d'un séminaire à Paris se libèrent définitivement de la tutelle de Caycedo, d'importants désaccords étant intervenus de part et d'autre, Jean-Pierre Hubert déclare qu'il se voit de nouveau obligé de prendre une nouvelle distance dans sa collaboration avec Alfonso Caycedo. Les sophrologues de langue française décident ensemble que la sophrologie est désormais alimentée principalement par les recherches psychanalytiques de Sigmund Freud, de Jacques Lacan et de Carl Jung.
En 1992, Jean-Pierre Hubert crée la Faculté Européenne de Sophrologie, dont il était le directeur, et qui verra passer plus de 500 étudiants par an, avec une formation reconnue par l'ANPE,.
En 1996, Lucien Gamba constatait qu'au cours de ces dernières années, la sophrologie s'était développée dans deux directions différentes: D'une part la sophrologie dite « positiviste » ou « comportementaliste » dirigée par Alfonso Caycedo qui ne souhaite pas aborder des phénomènes inconscients pour essentiellement se concentrer sur les constats positifs. Et d'autre part la sophrologie appelée « analytique » dont le chef de file est Jean-Pierre Hubert, qui intègre le positivisme et le dialogue avec l'inconscient.
Aujourd'hui la sophro-analyse est toujours enseigné à la Faculté Européenne de Sophrologie et de Sophranalyse. 

## Fondement
La sophro-analyse utilise et exploite l’état sophronique à des fins analytiques, sur un sujet reconnaissant une certaine dimension de son monde intérieur, en le vivant par l'image et par la perception du corps. La sophro-analyse utilise principalement les techniques d’association et de transfert qu’on retrouve dans les autres approches analytiques (freudienne, jungienne, cycle supérieur du training autogène de Schultz).
Dans les fondements de la sophro-analyse, il faut d'abord prendre conscience de ce qu’il y a en nous, de ce qui a toujours été en nous, de ce que nous sommes, répondre à notre vocation d’Être dans le monde, pour être amené à traiter un sujet. La sophro-analyse est essentiellement un vécu personnel dans une relation de transfert où le transfert n'est pas utilisé principalement comme support thérapeutique, il en fait partie.
La sopho-analyse n'est pas une sophrologie caycedienne « comportementaliste » qui se concentre essentiellement sur les constats positifs. Avec une parfaite connaissance de la sophrologie caycedienne de part leur formation, les sophrologues analystes sont à la jonction des 2 systèmes, et dans leur protocole thérapeutique font toujours le choix de l'un ou l'autre.
A contrario de la sophrologie caycedienne, il y a un élargissement en sopho-analyse qui permet d'utiliser l'inconscient du sujet, et dans un travail de recherche qui hiérarchise le contenu et la structure de l’inconscient en inconscients expérientiel, matriciel, structural et transcendantal, on parle d’inconscient dans le sens de l’Être-potentiel ou de vocation de l’Être de Edmund Husserl, Martin Heidegger et Ludwig Binswanger, mais aussi d’un inconscient-mémoire pouvant être également témoin de vicissitudes, de traumatismes ou de frustrations. L'analyse existentielle de Ludwig Binswanger (et de ceux qui peuvent s'y rattacher : Viktor Frankl, Émile Durkheim notamment), s'inscrit au plus proche des recherches théoriques sophro-analytiques.
Compte tenu de toutes ces perspectives, les sophrologues analystes estiment que leur approche apporte à la sophrologie une nouvelle dimension qui l'inscrit dans le champ des thérapies.

## Formation et application
Le thérapeute appelé dans le cadre sophrologique : « sophrologue analyste », aura lui-même suivi une analyse didactique, aura vécu une thérapie personnelle suffisamment prolongée et profonde, avec comptes-rendus à ses pairs. Bernard Auriol, psychiatre et psychanalyste précise : « sera compétent, celui qui aura vécu une thérapie personnelle suffisamment prolongée et profonde (de type analytique orthodoxe ou non), une expérience de relaxation suffisamment profonde et prolongée (par le training autogène de Schultz ou une autre technique)  et une expérience de l'imagerie mentale personnelle approfondie. Ces conditions sont nécessaires pour la pratique de la sophro-analyse.
La formation dispensée comporte trois axes:
1. Étude et pratique des techniques de relaxation, avec au minimum le premier degré de la relaxation dynamique sophronique[22].
2. Une analyse personnelle[23], qui constitue la référence première du processus analytique dont elle restera indissociable et qui se poursuivra dans toute réflexion sophro analytique ultérieure.
3. Des analyses supervisées (Cures psychanalytiques assistées): l’analyste en formation entreprend quatre cures avec l'assistance pour chacune d’elles d’un sophro analyste qu’il choisit[16].

L'application sur un sujet comporte également trois axes ou dimensions:    
1. La modification du niveau de vigilance[24] (état de conscience sophroliminal[25]). Cela veut dire la sophronisation de base, atteinte soit par de l'hypnose, des exercices de relaxation dynamique[26], ou plus récemment l'EMDR où la sophronisation de base peut-être remplacée par le training autogène de Schultz cycle inférieur, ou être adjointe à celui-ci.
2. La psychanalyse[AH 5]. Techniques d’association et de transfert[JP.H 10],[27]/contre transfert[JP.H 11],[28]. Recouvrement et découvrement[AH 6],[29]. Liste de 9 mots clés donné au patient comme système de mise en route de l'analyse (Citron, Dé à jouer, Mer, Montagne, Justice, Bonheur, Personnage, Personnage affection, Personnage aversion)[JP.H 12].
3. L'écoute et le discours du patient. Approche des relations corps/mental dans un axe psychosomatique, relations interpersonnelles (Georg Groddeck)[JP.H 1].

Les clés de la sophro-analyse sont: La relaxation, l'écoute et l'interprétation.

## Une psychothérapie exigeante
Jean-Pierre Hubert: «  il est nécessaire que le praticien sophrologue analyste doit avoir obligatoirement une formation complète de sophrologie et certifié d'une formation spécialisée en analyse didactique. Il est également tenu de suivre une supervision régulière ».
Aziz Ameur, psychologue clinicien, actuel directeur de la Faculté Européenne de Sophrologie créée par Jean-Pierre Hubert en 1992: « Le sophro analyste sera là où le schéma de signification de l’analysant le met. Le sophro analyste est aussi médiateur. Ces attitudes doivent être dosées avec art et précision et la formation du sophro analyste est exigeante ».
Ghylaine Manet, élève de Jean-Pierre Hubert : Cette thérapie doit être pratiquée par « des thérapeutes rompus à l’analyse classique, psychanalyse ou psychologie des profondeurs ». « Celui qui se nomme sophro analyste aura lui-même suivi une analyse didactique, mais ce n’est pas assez pour prétendre mener à bien des sophro analyses. Il devra être reconnu pour ses compétences et supervisé ».

## Déroulement d'une séance
Durant le déroulement d'une séance le patient est d'abord entraîné à la sophronisation de base aussi bien qu'au cycle inférieur du training autogène de Schultz. Puis le divan lui est proposé. L'analyste dispose d'une série de mots clés et de représentations abstraites qu'il donne aux patients comme point de départ de ses réflexions, sous la forme d'un rêve éveillé,, avec un travail sur le discours de l'analysant, le patient s'exprimera ou ne s'exprimera pas dans la séance. Une deuxième voie appartenant à l'Ecole de Jung consiste à retrouver un rêve que le patient a déjà fait et d'en analyser les symboles (Raymond Abrezol). Et pour terminer une reprise recentrée sur le corps, une écoute du patient dans les formulations favorisant une interprétation. La sophro-analyse suppose une suite de séances dont le nombre ne peut être précisé, étant donné qu'il est éminemment variable suivant les patients, la demande et les praticiens. La cure prend fin à l'initiative de l'analysant quand celui ci a décidé que son analyste représente l'idéal du Moi auquel il veut se conformer.

## Les abus divers d'utilisation du terme
Le sophrologue Richard Esposito écrit en 2020 que l’utilisation du mot même « analyse », pour évoquer une sophrologie analytique sans psychanalyse, crée aujourd’hui une nouvelle confusion auprès du grand public ; certains se prétendent « sophrologues analystes » et thérapeutes, bien qu’ils n’aient aucune formation clinique et psychanalytique. Ghylaine Manet ajoute : « Nous sommes obligés de reconnaître que tout le monde a pu s’approprier ce titre pour des raisons diverses. Et le terme sophro-analyse est devenu une auberge espagnole ». Parmi les plus connus se trouve Claude Imbert, qui sans aucune formation psychanalytique, psychiatrique ou psychologique s'est appropriée ce terme en 1998, avec une sophrologie des mémoires prénatales, un nouveau type d’analyse nous amenant à remonter le cours de notre vie jusqu’à notre période intra-utérine.